# Филатов, Александр Алексеевич (1821)
Александр Алексеевич Филатов (1821—1886) — русский общественный деятель и педагог.

## Биография
Родился в крестьянской семье сельца Михнево Бронницкого уезда Московской губернии 17 (29) ноября 1821 года. Учился читать и писать у местного дьячка Успенского по часослову и псалтире. 
В четырнадцатилетнем возрасте поехал с отцом в Москву. Встретившись там с сыном своего учителя-дьячка, обучавшимся в семинарии, Александр Филатов с его помощью вошёл в кружок молодых людей, которые помогли его дальнейшему образованию: он выучил арифметику, часть алгебры и правила русского языка.
Когда дела его отца пришли в совершенный упадок, Александр Филатов поступил на Раменскую бумагопрядильную фабрику, принадлежавшую Павлу Семёновичу Малютину. Связь с московским кружком прекратилась, но Филатов продолжал заниматься дальнейшим самообразованием: он основательно изучил русскую историю, был знаком со всеобщей, не чужды были ему философия и естественные науки. Его богатая библиотека кроме художественной и духовной литературы содержала множество книг по экономике, философии, технике. Много было книг современных авторов и переводной литературы. Часть книг имела дарственные надписи от авторов или переводчиков. 
На фабрике Филатов прослужил 42 года, до своей смерти. Став главным конторщиком фабрики, он занялся улучшением бухгалтерского учёта фабрики и в 1865 году занял должность кассира и главного приказчика. Кроме того он убедил руководство фабрики использовать для отопления торф вместо дров, что было значительно выгоднее, так как торф добывался на окрестных болотах. Когда в 1851 году на фабрику пришёл выпускник Санкт-Петербургского технологического института Фёдор Михайлович Дмитриев, между ними завязались тёплые дружеские отношения; впоследствии они породнились — сын Филатова, Александр Александрович, женился на дочери Дмитриева, Марии Фёдоровне.
При содействии Павла Семёновича Малютина и Фёдора Михайловича Дмитриева, Филатову удалось открыть школу для детей рабочих, что стало в то время исключительным явлением. Русское купечество не хотело тратить средства на содержание школы и обучение фабричных детей, не осознавая личной выгоды от образованности будущих рабочих. Но Малютин глубже и шире понимал этот вопрос. Об открытии школы 15 января 1859 года написал в «Санкт-Петербургских ведомостях» профессор М. Я. Киттары; а на первой Всероссийской выставке в 1872 году в Москве этому учебному заведению была вручена высшая награда — большая золотая медаль. Первоначально в школе обучалось 250 человек в две смены — каждая по 125 детей. Занятия проходили в большой просторной чистой комнате. Первоначально, Александр Алексеевич Филатов был единственным учителем в школе (только ещё приходской священник И. Троицкий преподавал Закон Божий). Спустя несколько лет в школу были приглашены учителя с педагогическим образованием, а в 1870 году для школы было построено специальное здание и количество учащихся возросло до 450. При школе была открыта народная библиотека.
С 1873 года А. А. Филатов состоял членом Общества любителей духовного просвещения и до последних дней своей жизни распространял среди фабричных рабочих большое количество различных книжек, брошюр и листков. Заслуги Филатова были отмечены в 1882 году на Всероссийской художественно-промышленной выставке серебряной медалью с надписью «За полезное».
Филатов был также инициатором учреждения при фабрике отделения сберегательной кассы Государственного банка и деятельным участником в деле по постройке-расширению Свято-Троицкого храма при фабрике, где он около 10 лет состоял помощником церковного старосты: испросив у Малютиных средства, выхлопотав нужное разрешение у церковного начальства, он деятельно взялся за обновление храма: были построены колокольня и 2 придела — во имя Успения Божией Матери и Архистратига Михаила. Однако окончание строительства храма А. А. Филатову увидеть было не суждено — он скоропостижно умер 21 августа (2 сентября) 1886 года. Был похоронен на старом Раменском кладбище, недалеко от часовни.